# フランク・スポトニッツ

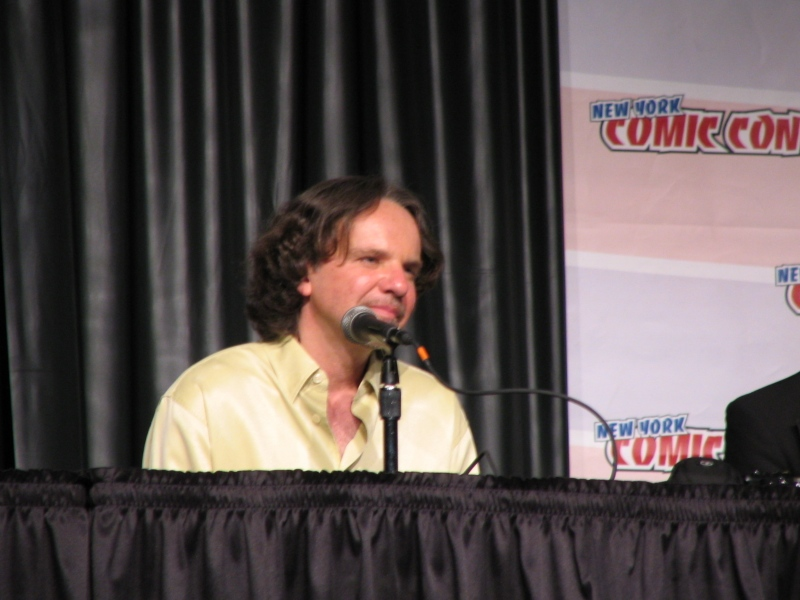
2008年4月、ニューヨーク・コミコンにて

フランク・スポトニッツ（Frank Spotnitz、1960年11月17日生まれ）は、アメリカ合衆国の脚本家、プロデューサー。テレビドラマ『Xファイル』でゴールデングローブ賞などを受賞している。

## 来歴
生誕地は、日本のキャンプ座間。UCLAで英文学の学士号を取得し、AFIで脚本のMFA（修士号）を取得。
当初は、AP通信、UPI通信社、『エンターテインメント・ウィークリー』など、新聞・雑誌の記者を務めた。
1994年、『Xファイル』（原案：クリス・カーター）の脚本陣に参加。ほどなく、”スタンド・アローン”（1話完結）・エピソードのみでなく、政府の陰謀説や異星人を扱う複雑な”ミソロジー”（神話）・エピソードの企画・構成にも携わるようになった。同テレビドラマにおいて、スポトニッツは合計40本以上の脚本または共同脚本を担当し、合計2話の監督も担当。その中には、1997年にエミー賞にノミネートされた“メメント・モリ”（クリス・カーター、ヴィンス・ギリガン、ジョン・シャイバン（en:John Shiban）と共同脚本）も含まれる。同番組では、ゴールデングローブ賞の作品賞（テレビドラマ部門）やピーボディ賞を受賞した他、エミー賞のテレビドラマ作品賞にもノミネートされた。
『Xファイル』では、合計9シーズンのうち8シーズンに参加し、そのうち4年はエグゼクティブ・プロデューサー（製作総指揮）、3年はTen Thirteen Productions（クリス・カーターの製作会社）の社長も兼任。
2002年に『Xファイル』が終了した後、CBS系列の犯罪ドラマ『Robbery Homicide Division』において、マイケル・マンとともに製作総指揮を務めた。
2005年、1970年代のホラードラマ『事件記者コルチャック』のリ・イマジネーション版となる『ナイト・ストーカー』（Night Stalker）をABC系列とタッチストーン・テレビジョン向けに企画した（放送6回限りで打ち切り）。
2006年、Spike TV局向けに『A.M.P.E.D.』という番組のパイロット版を考案し、ヴィンス・ギリガンと共同脚本を担当。
その他、『ミレニアム』（1996年 - 1999年）の共同製作総指揮、『ハーシュ・レルム』（en:Harsh Realm、2000年）の製作総指揮、『ローン・ガンメン』（en:The Lone Gunmen (TV series)、2001年）の製作総指揮・共同原案を担当。
劇場映画版第1作『Xファイル ザ・ムービー』（1998年）では共同製作・共同脚本、劇場映画版第2作『Xファイル: 真実を求めて』（2008年）では製作・共同脚本を担当した。また、劇場版第2作の公開に合わせ、3本のコミック版『Xファイル』（en:The X-Files (comics)）を製作する契約をWildStorm社と交わした（映画のノベライゼーションではなく、独自のストーリー）。
2010年夏、ロンドンに家族とともに引っ越し、その後はイギリスのテレビ業界で仕事をしている。
2011年、イギリスのテレビドラマ『Strike Back』の第2シリーズで脚本・共同製作総指揮を担当。
さらに、スポトニッツの原案によるスパイドラマ『Hunted』がBBCに採用された。製作会社はKudos Film and Television、Cinemax（アメリカ合衆国のケーブルテレビ局）、およびBig Light Productions（スポトニッツの会社）。第1シリーズの脚本もスポトニッツ自身が全て執筆し、2011年秋に撮影が開始された。主演は、『エイリアス』でスパイ役を演じた経験があるメリッサ・ジョージである。
『Hunted』は、2012年10月4日にイギリスのBBC One局で、同10月19日にアメリカのCinemax局で、それぞれ放送開始となった。
2015年からはアマゾン配信の『高い城の男』The Man in the High Castleのショーランナーを務め、3話の脚本を書いている。
2016年から2019年まで、メディチ家を描いた歴史ドラマ『メディチ』の企画・製作総指揮を務めた。

## 私生活
妻メリッサ・レファンテ（Melissa Lefante）との間に、4人の子供がいる。

## 主な作品

### Xファイル
※「ミソロジー」についてはXファイル#概要を参照。
| シーズン | エピソード名                          | 備考                                                                                      |
| -------- | ------------------------------------- | ----------------------------------------------------------------------------------------- |
| 2        | "End Game"                            | ミソロジー - 脚本                                                                         |
| 2        | "Our Town"                            | 脚本                                                                                      |
| 3        | "Nisei"                               | ミソロジー - クリス・カーター、ハワード・ゴードンとの共同脚本                             |
| 3        | "731"                                 | ミソロジー（"Nisei" の続き） - 脚本                                                       |
| 3        | "Piper Maru"                          | ミソロジー - クリス・カーターとの共同脚本                                                 |
| 3        | "Apocrypha"                           | ミソロジー（"Piper Maru" の続き） - クリス・カーターとの共同脚本                          |
| 4        | "Tunguska"                            | ミソロジー - クリス・カーターとの共同脚本                                                 |
| 4        | "Terma"                               | ミソロジー（"Tunguska" の続き） - クリス・カーターとの共同脚本                            |
| 4        | "Leonard Betts"                       | ヴィンス・ギリガン、ジョン・シャイバンとの共同脚本                                        |
| 4        | "Memento Mori"                        | ミソロジー - クリス・カーター、ヴィンス・ギリガン、ジョン・シャイバンとの共同脚本         |
| 4        | "Tempus Fugit"                        | ミソロジー - クリス・カーターとの共同脚本                                                 |
| 4        | "Max"                                 | ミソロジー（"Tempus Fugit" の続き） - クリス・カーターとの共同脚本                        |
| 4        | "Zero Sum"                            | ハワード・ゴードンとの共同脚本                                                            |
| 5        | "Detour"                              | 脚本                                                                                      |
| 5        | "Christmas Carol"                     | ヴィンス・ギリガン、ジョン・シャイバンとの共同脚本                                        |
| 5        | "Emily"                               | "Christmas Carol" の続き - ヴィンス・ギリガン、ジョン・シャイバンとの共同脚本             |
| 5        | "Patient X"                           | ミソロジー - クリス・カーターとの共同脚本                                                 |
| 5        | "The Red and the Black"               | ミソロジー（"Patient X" の続き） - クリス・カーターとの共同脚本                           |
| 5        | "Travelers"                           | ジョン・シャイバンとの共同脚本                                                            |
| 5        | "All Souls"                           | ジョン・シャイバンとの共同脚本                                                            |
| 映画1    | Xファイル ザ・ムービー                | ミソロジー - クリス・カーターとの共同脚本                                                 |
| 6        | "Dreamland"                           | ヴィンス・ギリガン、ジョン・シャイバンとの共同脚本                                        |
| 6        | "Dreamland II"                        | "Dreamland" の続き - ヴィンス・ギリガン、ジョン・シャイバンとの共同脚本                   |
| 6        | "Two Fathers"                         | ミソロジー - クリス・カーターとの共同脚本                                                 |
| 6        | "One Son"                             | ミソロジー（"Two Fathers" の続き） - クリス・カーターとの共同脚本                         |
| 6        | "Milagro"                             | ジョン・シャイバンとの共同ストーリー（脚本はクリス・カーター）                            |
| 6        | "Field Trip"                          | ストーリー（脚本はヴィンス・ギリガン、ジョン・シャイバン）                                |
| 6        | "Biogenesis"                          | シーズン6最終話 - クリス・カーターとの共同脚本                                            |
| 7        | "Millennium"                          | 『ミレニアム』の事実上の最終回 - ヴィンス・ギリガンとの共同脚本                           |
| 7        | "The Amazing Maleeni"                 | ヴィンス・ギリガン、ジョン・シャイバンとの共同脚本                                        |
| 7        | "Sein und Zeit"                       | ミソロジー - クリス・カーターとの共同脚本                                                 |
| 7        | "Closure"                             | ミソロジー（"Sein und Zeit" の続き） - クリス・カーターとの共同脚本                       |
| 7        | "Theef"                               | ヴィンス・ギリガン、ジョン・シャイバンとの共同脚本                                        |
| 8        | "Via Negativa"                        | 脚本                                                                                      |
| 8        | "The Gift                             | 脚本                                                                                      |
| 8        | "Medusa"                              | 脚本                                                                                      |
| 8        | "Per Manum"                           | ミソロジー - クリス・カーターとの共同脚本                                                 |
| 8        | "This is not Happening"               | ミソロジー - クリス・カーターとの共同脚本                                                 |
| 8        | "Deadalive"                           | ミソロジー（"This is not Happening" の続き） - クリス・カーターとの共同脚本               |
| 8        | "Three Words"                         | ミソロジー - クリス・カーターとの共同脚本                                                 |
| 8        | "Alone"                               | 脚本・監督                                                                                |
| 9        | "Nothing Important Happened Today"    | ミソロジー（シーズン9第1話） - クリス・カーターとの共同脚本                               |
| 9        | "Nothing Important Happened Today II" | ミソロジー（"Nothing Important Happened Today" の続き） - クリス・カーターとの共同脚本    |
| 9        | "Dæmonicus"                           | 脚本・監督                                                                                |
| 9        | "Trust No 1"                          | ミソロジー - クリス・カーターとの共同脚本                                                 |
| 9        | "Provenance"                          | ミソロジー - クリス・カーターとの共同脚本                                                 |
| 9        | "Providence"                          | ミソロジー（"Provenance" の続き） - クリス・カーターとの共同脚本                          |
| 9        | "Jump the Shark"                      | 『ローン・ガンメン』の事実上の最終回 - ヴィンス・ギリガン、ジョン・シャイバンとの共同脚本 |
| 9        | "William"                             | クリス・カーター、デイヴィッド・ドゥカヴニーとの共同ストーリー（脚本はクリス・カーター）  |
| 映画2    | Xファイル: 真実を求めて               | クリス・カーターとの共同脚本                                                              |

### ミレニアム
| シーズン | エピソード名    | 備考                         |
| -------- | --------------- | ---------------------------- |
| 1        | "Weeds"         | 脚本                         |
| 1        | "Sacrament"     | 脚本                         |
| 3        | "TEOTWAWKI"     | クリス・カーターとの共同脚本 |
| 3        | "Antipas"       | クリス・カーターとの共同脚本 |
| 3        | "Seven and One" | クリス・カーターとの共同脚本 |

### Night Stalker
| シーズン | エピソード名 | 備考 |
| -------- | ------------ | ---- |
| 1        | "Pilot"      | 脚本 |
| 1        | "The Source" | 脚本 |
| 1        | "The Sea"    | 脚本 |
| 1        | "Into Night" | 脚本 |